# Папили Лингва д'Ока (Рим)
Папили Лингва д'Ока је насеље у Италији у округу Рим, региону Лацио.
Према процени из 2011. у насељу је живело 79 становника. Насеље се налази на надморској висини од 5 м.